# Missiv
Missiv eller missive er en tidligere anvendt betegnelse for en speciel form for officiel skrivelse eller følgebrev til en officiel skrivelse.
Missiv er afledt fra det latinske verbum mitto, misi el. missum, som blandt andet betyder at sende eksempelvis et brev eller et bud. Det afledte verbum emitto betyder udgive, udslippe, udkaste eller kaste.
Betegnelsen missiv er i udbredt omfang anvendt om lukkede kongebreve udstedt gennem Danske Kancelli frem til 1814. Et lukket brev betegner et brev adresseret til en eller flere navngivne personer, og indholdet kan være af såvel fortrolig som af mere almen forordningsmæssig karakter. Disse missiver er ofte breve fra kongen og den centrale statsforvaltning til embedsmænd eller præster med instrukser inden for enkeltsager. Som supplering hertil anvendtes betegnelsen åbne breve om kongebreve udstedt af Danske Kancelli, hvor brevets indhold skulle gøres offentlig kendt, deriblandt bekendtgørelser om nye love og deres ikrafttræden.
Derudover er betegnelsen missiv også anvendt om lukkede breve fra embedsmænd til navngivne modtagere.